# Тависток (Њу Џерзи)
Тависток (енгл. Tavistock) јесте град у америчкој савезној држави Њу Џерзи.

## Демографија
Према попису из 2010. године, број становника је 5, што је 19 (–79,2%) становника мање него 2000. године.
| Група             | 2000.      | 2010.      |
| Белци             | 22 (91,7%) | 5 (100,0%) |
| Афроамериканци    | 2 (8,3%)   | 0 (0,0%)   |
| Азијати           | 0 (0,0%)   | 0 (0,0%)   |
| Хиспаноамериканци | 0 (0,0%)   | 0 (0,0%)   |
| Укупно            | 24         | 5          |